# Wybrzeże riasowe

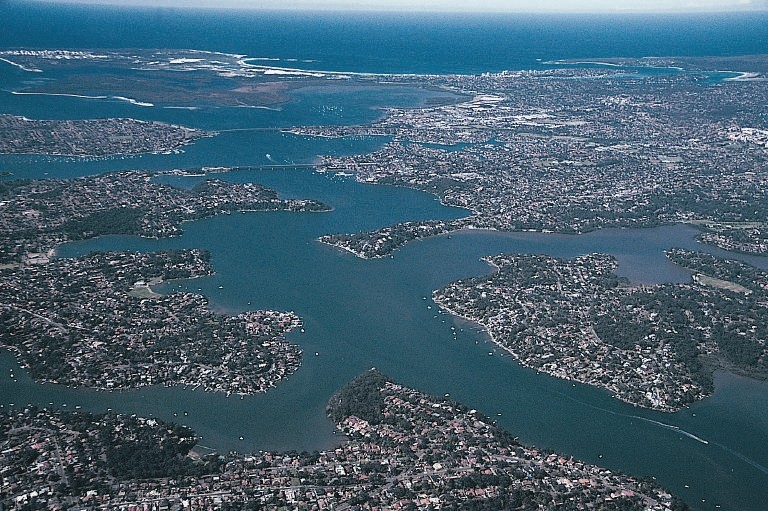
Przykład wybrzeża riasowego - Georges River na południowych przedmieściach Sydney

Wybrzeże riasowe – wybrzeże na skraju obszaru górskiego (ale nie zlodowaconego) lub wyższego, rozcięte przez głębokie doliny rzeczne będące obecnie zatokami, powstałe w wyniku podnoszenia się poziomu wód morskich lub obniżenia lądu. Wybrzeże to obfituje w długie i kręte zatoki, wyspy i półwyspy prostopadłe do lądu. Występuje m.in. w zachodniej części Irlandii, Portugalii, Wielkiej Brytanii i Hiszpanii, a także na Islandii i Krymie.